# 耶夫尔帕鲁瓦斯
耶夫尔帕鲁瓦斯（法語：Hyèvre-Paroisse，法語發音：[jɛvʁ paʁwas]）是法国杜省的一个市镇，位于该省北部，属于贝桑松区。

## 地理
耶夫尔帕鲁瓦斯（47°22'17"N, 6°25'49"E）面积8.79 平方千米，位于法国勃艮第-弗朗什-孔泰大區杜省，该省份为法国东部内陆省份，北起上索恩省，西接汝拉省，东部及东南部与瑞士接壤，东北部与贝尔福地区省接壤。
与耶夫尔帕鲁瓦斯接壤的市镇（或旧市镇、城区）包括：洛皮塔勒-圣列弗鲁瓦、罗什莱克莱瓦勒、瓦朗、布拉讷、博姆莱达姆、耶夫尔马尼、派德克莱瓦勒。

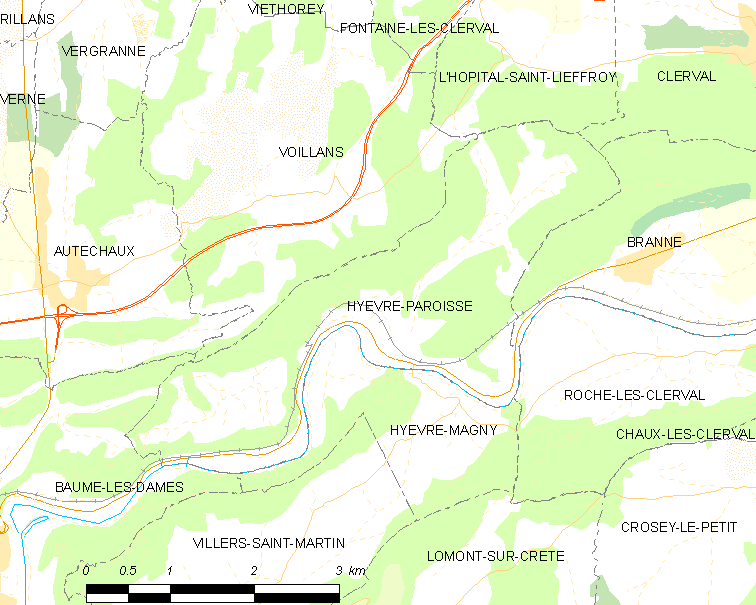
耶夫尔帕鲁瓦斯的OSM定位图

耶夫尔帕鲁瓦斯的时区为UTC+01:00、UTC+02:00（夏令时）。

## 行政
耶夫尔帕鲁瓦斯的邮政编码为25110，INSEE市镇编码为25313。

## 政治
耶夫尔帕鲁瓦斯所属的省级选区为博姆莱达姆县。

## 人口

1962-2008年间耶夫尔帕鲁瓦斯人口变化图示

耶夫尔帕鲁瓦斯于2022年1月1日时的人口数量为192人。